# Кокорево (Курганская область)
Кокорево — деревня в Мокроусовском районе Курганской области России. Входила в состав Крепостинского сельсовета, сейчас входит в состав Мокроусовского сельсовета.
Деревня находится на берегу реки Кизак. Рядом проходит дорога 37А-0010.

## География
Деревня находится на северо-востоке Курганской области, в пределах юго-западной части Западно-Сибирской равнины, в лесостепной зоне, на берегах реки Кизак, на расстоянии примерно 6 километров (по прямой) к северо-западу от села Мокроусова, административного центра района. Абсолютная высота — 104 метра над уровнем моря.

### Климат
Климат характеризуется как континентальный, с холодной продолжительной малоснежной зимой и коротким жарким летом. Средняя температура воздуха самого холодного месяца (января) составляет −16,8 °C (абсолютный минимум — −44 °С); самого тёплого месяца (июля) — 18,5 °C (абсолютный максимум — 39 °С). Безморозный период длится 130 дней. Годовое количество атмосферных осадков — 429 мм, из которых 200 мм выпадает в тёплый период.

## Население
| 1989 | 2002 | 2010 |
| ---- | ---- | ---- |
| 211  | ↘179 | ↘103 |

### Гендерный состав
По данным Всероссийской переписи населения 2010 года в гендерной структуре населения мужчины составляли 54,4 %, женщины — соответственно 45,6 %.

### Национальный состав
Согласно результатам Всероссийской переписи населения 2002 года, в национальной структуре населения русские составляли 89 %.